# Cortina d'Ampezzo
Pour les articles homonymes, voir Cortina (homonymie).
Cortina d'Ampezzo est une commune de la province de Belluno en Vénétie (Italie) et station de ski des Dolomites ayant accueilli les Jeux olympiques d'hiver de 1956 et qui les organisera à nouveau en 2026, en compagnie de Milan.

## Géographie

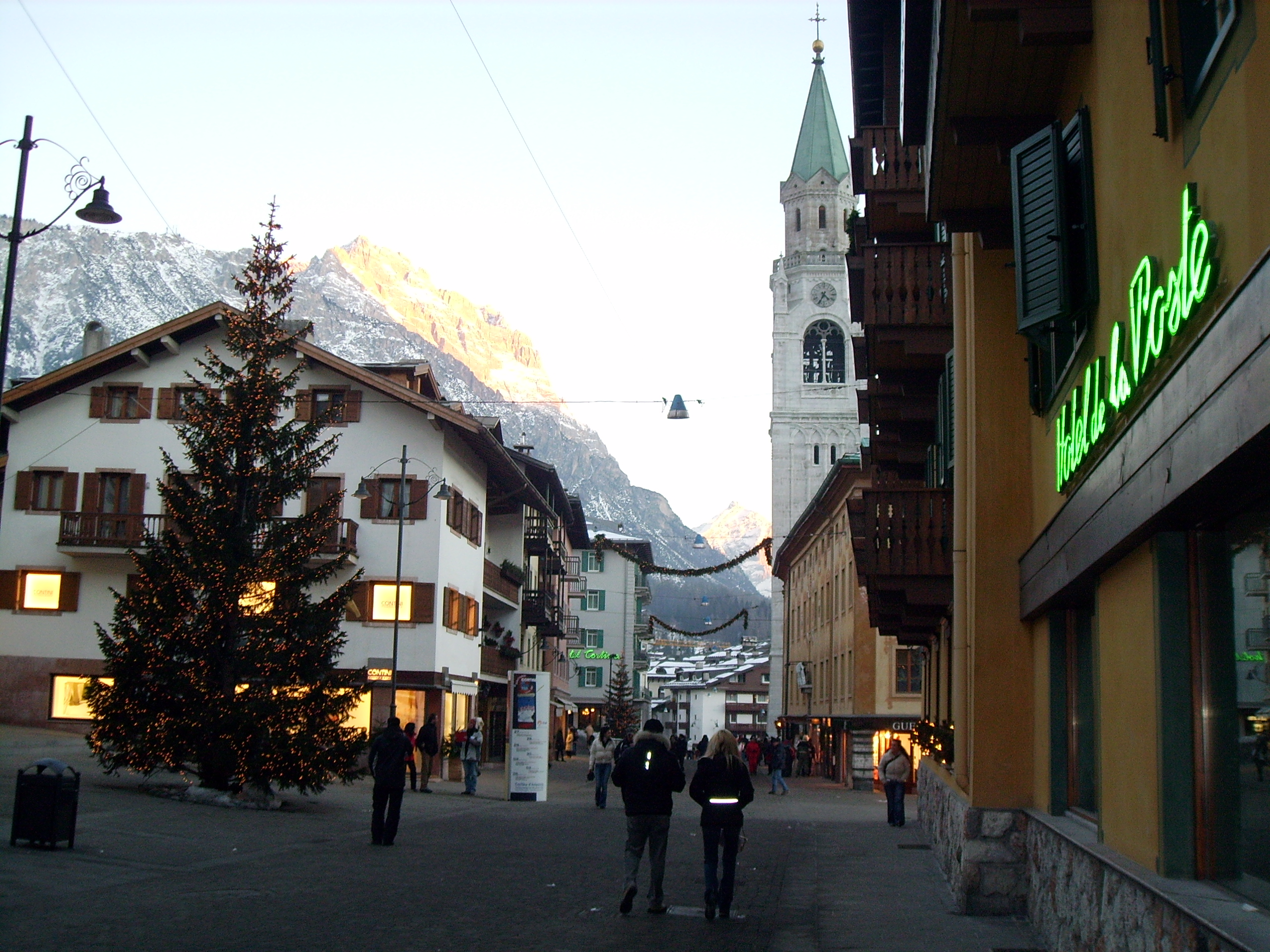
Vue du centre de Cortina d'Ampezzo.

Cortina d'Ampezzo se trouve dans les Préalpes orientales méridionales.
La ville est située à 1 210 m d'altitude, au cœur des Dolomites. Depuis le 26 juin 2009, les Dolomites sont inscrites au patrimoine mondial de l'UNESCO. La dolomie, roche calcaire, s'irise de rose au crépuscule du soleil d'hiver.
Cette station est réputée comme centre alpin étant donné la présence de nombreux sommets : les Tofane et le Lagazuoi à l'ouest, le Pomagagnon et le groupe du Cristallo au nord-est, le Monte Faloria et le Sorapiss à l'est, et les Becco di Mezzodì, Croda da Lago et Cinque Torri au sud.

## Histoire
Les premiers vestiges de civilisation remontent au néolithique ; sur le territoire a été trouvé l'homme de Mondeval, visible dans le musée de la ville voisine, Zoldo di Cadore.
Parmi les vestiges à visiter durant la période estivale, la « Muraglia del Giau », un énorme mur construit en 1753 pour partager les prairies de San Vito di Cadore et Cortina. Trois mètres à la base, deux mètres de hauteur, long de plusieurs kilomètres, à visiter accompagné de guides. L'historien Mario Ferruccio Belli a ramené à la lumière plusieurs points de frontière qui étaient disparus et qui sont actuellement visitables. L'histoire de cette frontière atypique entre Empire austro-hongrois et république de Venise est racontée dans Storia di Cortina d'Ampezzo.
À partir du XIXe siècle, Cortina est devenue la station estivale des touristes anglais, qui y allaient pour la chasse et les marches de montagne.
La station a été le site des championnats du monde de ski alpin en 1932.
De 1947 à 1955, la ville sert de soutien logistique à la Coupe d'Or des Dolomites.
Cortina d'Ampezzo a accueilli les Jeux olympiques d'hiver de 1956 et accueillera les Jeux olympiques d'hiver de 2026. Ceux de 1944 devaient s'y dérouler, mais furent reportés à cause de la Seconde Guerre mondiale.
Tous les ans, Cortina accueille une épreuve de la coupe du monde de ski de descente féminine. Dès 2018, la ville accueille aussi les championnats mondiaux de ski masculins.
La coupe du monde de polo sur glace a été disputée pendant dix ans, en utilisant le lac glacé de Misurina.
En juin, Cortina accueille aussi un des Ultra Trails les plus impressionnants du monde, Lavaredo Ultratrail, (La Sportiva Lavaredo Ultra Trail by UTMB) avec plus que 3 000 coureurs du monde entier.
Le 1er août 2018, le CONI (Comitato Olimpico Nazionale italiano) annonce que Milan, Cortina d'Ampezzo et Turin sont candidates ensemble à l'organisation des XXVes Jeux olympiques d'hiver et des XIVes Jeux paralympiques d'hiver en 2026. Mais à la suite du désistement de Turin le 18 septembre 2018, la candidature Italienne se réduit à Milan-Cortina et seront face à la candidature suédoise de Stockholm-Åre. Le 24 juin 2019 à Lausanne en Suisse, le Comité international olympique a choisi Milan et Cortina d'Ampezzo afin d'organiser les Jeux olympiques d'hiver de 2026.
La station est le site des Championnats du monde de ski alpin 2021, qui se déroulent du 8 au 21 février à huis clos, dans le contexte de la crise sanitaire liée à la pandémie de Covid-19.

## Transports
L'ancien aéroport de Cortina d'Ampezzo (code AITA : CDF, code OACI) est fermé au trafic aérien depuis 1976 après un accident aérien. Il assure maintenant la fonction d'héliport.
Des services de bus existent entre les aéroports de Venise et Trévise et Cortina d'Ampezzo. Cortina Express et ATVO sont les principales compagnies avec 2 aller/retour de Venise par jour en haute saison.

## Tourisme
Les hôtels de luxe et l'ancienneté de la station en font un lieu prisé par une clientèle fortunée. La rue principale, le Corso Italia, est bordée de boutiques de prestige.

## Au cinéma
- Erich von Stroheim, en 1919 tourne son premier film La Loi des montagnes ;
- La Montagne du destin (Der Berg des Schicksals) d'Arnold Fanck avec Luis Trenker en 1924, tourné sur les Cinque Torri ;
- 1931 : Les Monts en flammes de Luis Trenker, inspiré par la grande explosion du Castelletto le 11 juillet 1916 sur le Lagazuoi pendant la Première Guerre mondiale[3] ;
- sur le Monte Cristallo, Leni Riefensthal réalise son premier film en 1932 intitulé La Lumière bleue ;
- Il prigioniero della montagna, mis en scène par Pier Paolo Pasolini et Giorgio Bassani en 1955 ;
- Madame, le Comte, la Bonne et moi (1957) avec Alberto Sordi ;
- Brèves Amours (1959) de Giuliano Carnimeo et Camillo Mastrocinque avec Alberto Sordi et Vittorio De Sica ;
- Letto a tre piazze (1960), avec Totò et Peppino De Filippo ;
- La Panthère rose de Blake Edwards avec David Niven et Peter Sellers en 1963 ;
- L'Express du colonel Von Ryan (1965) de Mark Robson avec Frank Sinatra ;
- Le Bal des vampires de Roman Polanski, film tourné non loin de là, à Val Gardena en 1967 ;
- 1968 :
  - Le grand silence de Sergio Corbucci, avec Jean-Louis Trintignant et Klaus Kinski ;
  - Amanti (1968) de Vittorio De Sica ;
  - Et si on faisait l'amour ? (Scusi, facciamo l'amore?) de Vittorio Caprioli, avec Pierre Clémenti, Beba Loncar, Juliette Mayniel et Claudine Auger
- Les Noces de cendre (1973), avec Elizabeth Taylor et Henry Fonda ;
- James Bond : Rien que pour vos yeux de John Glen avec Roger Moore en 1981 ;
- Vacanze di Natale (1983) de Carlo Vanzina
- Ladyhawke, la femme de la nuit (1985), avec Rutger Hauer et Michelle Pfeiffer ;
- L'Ours (1988) de Jean-Jacques Annaud ;
- 1993 :
  - Fantozzi in paradiso de Neri Parenti ;
  - Cliffhanger : Traque au sommet de Renny Harlin avec Sylvester Stallone ;
- Vacanze di Natale 2000 (it) (1999) de Carlo Vanzina ;
- la série TV Un ciclone in famiglia (en) de 2005 avec Massimo Boldi, Barbara De Rossi, Maurizio Mattioli et Monica Scattini ;
- En 2011 Neri Parenti y réalise le film Vacanze di Natale a Cortina (en) ;
- En juillet 2014, tournage du remake éponyme de Point Break[réf. souhaitée].
- Vidéo de Up and Up de Coldplay (minute 1,13)[4]
- Juin 2017, tournage d'un film Star Wars : Solo: A Star Wars Story

## Fêtes, foires
Cortina d'Ampezzo a accueilli (dans les années 1950) un festival du film sportif[réf. nécessaire].
Tous les étés, elle accueille le festival des bandes avec une semaine de concerts et défilés.[réf. nécessaire]

## Administration
| Période                                  | Période  | Identité          | Étiquette | Qualité |
| ---------------------------------------- | -------- | ----------------- | --------- | ------- |
| 29 mai 2007                              | En cours | Andrea Franceschi |           |         |
| Les données manquantes sont à compléter. |          |                   |           |         |

### Hameaux
Acquabona, Cadelverzo di sopra, Cadelverzo di sotto, Cadin di sopra, Cadin di sotto, Campo di sopra, Campo di sotto, Chiamulera, Centro, Fiames, Fraina, Mortisa, Piana da Lago, Pocol, Sacus, Socol, Staulin, Zuel.

### Communes limitrophes
Auronzo di Cadore, Badia (Bolzano), Braies (Bolzano) et le Lac de Braies (prononcer Bräiès), Colle Santa Lucia, Dobbiaco (Bolzano), Livinallongo del Col di Lana, Marebbe (Bolzano), San Vito di Cadore.

### Évolution démographique
Habitants recensés

## Personnalités
- Lino Lacedelli (1925-2009), pionnier de l'alpinisme, qui réalisa avec Achille Compagnoni la première ascension du K2 en 1954.Grande Guerre,
- Mario Ferruccio Belli, (1932) qui a ecrit plus de 20 livres sur l'histoire d'Ampezzo, du Cadore, sur les frontières historiques du 1753 et les églises de la vallée d'Ampezzo.

## Jumelages
- Cattolica (Italie) (1971)
- Skardu (Pakistan) (2010)